# 色情性拒绝
色情性拒绝，又称为高潮拒绝（Orgasm denial），是指在性兴奋的升高状态下保持一段时间而不进行性高潮。该行为为BDSM活动和性游戏的一种形式。

## 方式

### 挑逗並拒絕
挑逗並拒絕是指刺激對象的性器官達將要接近高潮的臨界點時，立即降低或停止對性器官的刺激，如此使對象的保持在非常接近高潮的邊緣，但並不保證最終一定能達到性高潮。
如果在立即移除刺激後對象無法忍耐而仍然達到高潮，這時高潮的快感和品質會較一般的高潮低且差，這種狀況被稱為「毀壞高潮」；以此相對，如果快達到高潮時立即移除刺激後，對象能忍耐而沒有達到高潮，則稱為「高潮拒絕」。根據雙方的關係，對象會屢次地被挑逗到高潮的邊緣但卻沒有達到高潮，導致其感覺到強烈的性渴望和心理需求。

### 綁縛並挑逗

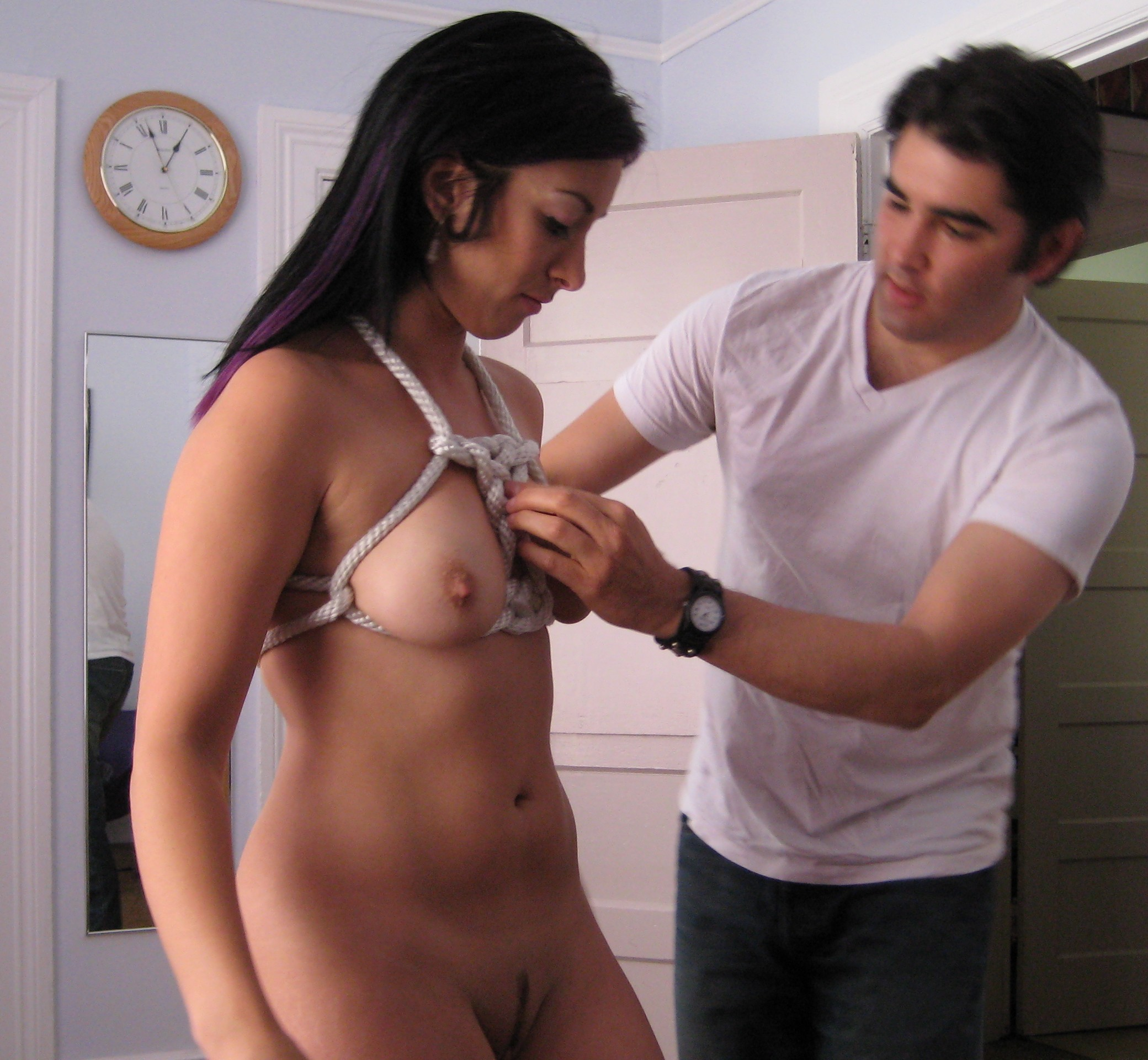

身體拘束也常被運用於高潮控制的性遊戲中。在綁縛的情境中被稱作「綁縛並挑逗」，「綁縛並挑逗」被視為是「挑逗並拒絕」性遊戲之延伸。「綁縛並挑逗」的作法通常是完整「情色性拒絕」實作過程中的一部分。由於綁縛而逐漸上升的無助感以及強烈的性挫折感，束縛並挑逗的身體上的強烈程度與其心理上相當。

### 完全拒绝

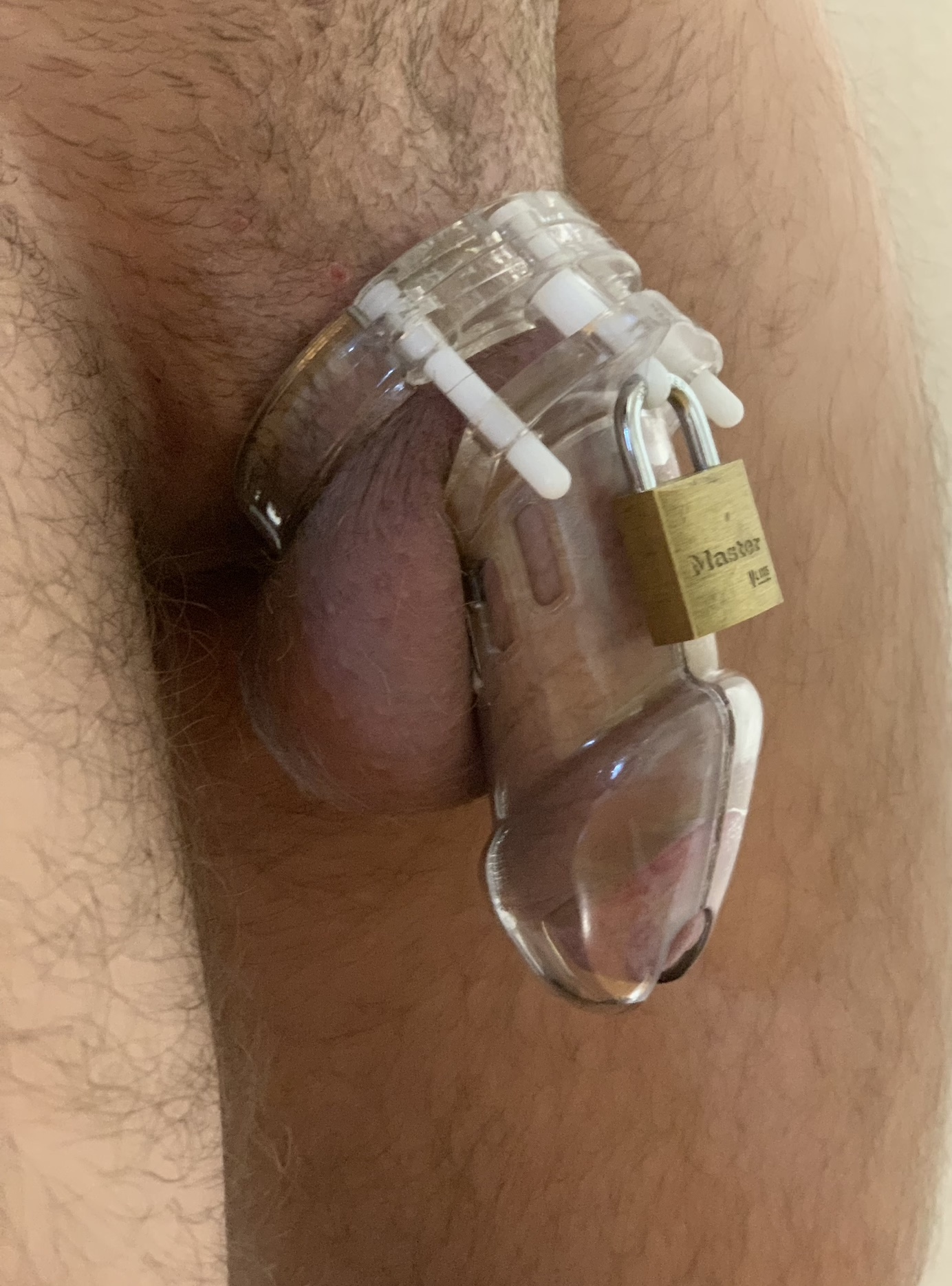
裝上貞操籠的陰莖。

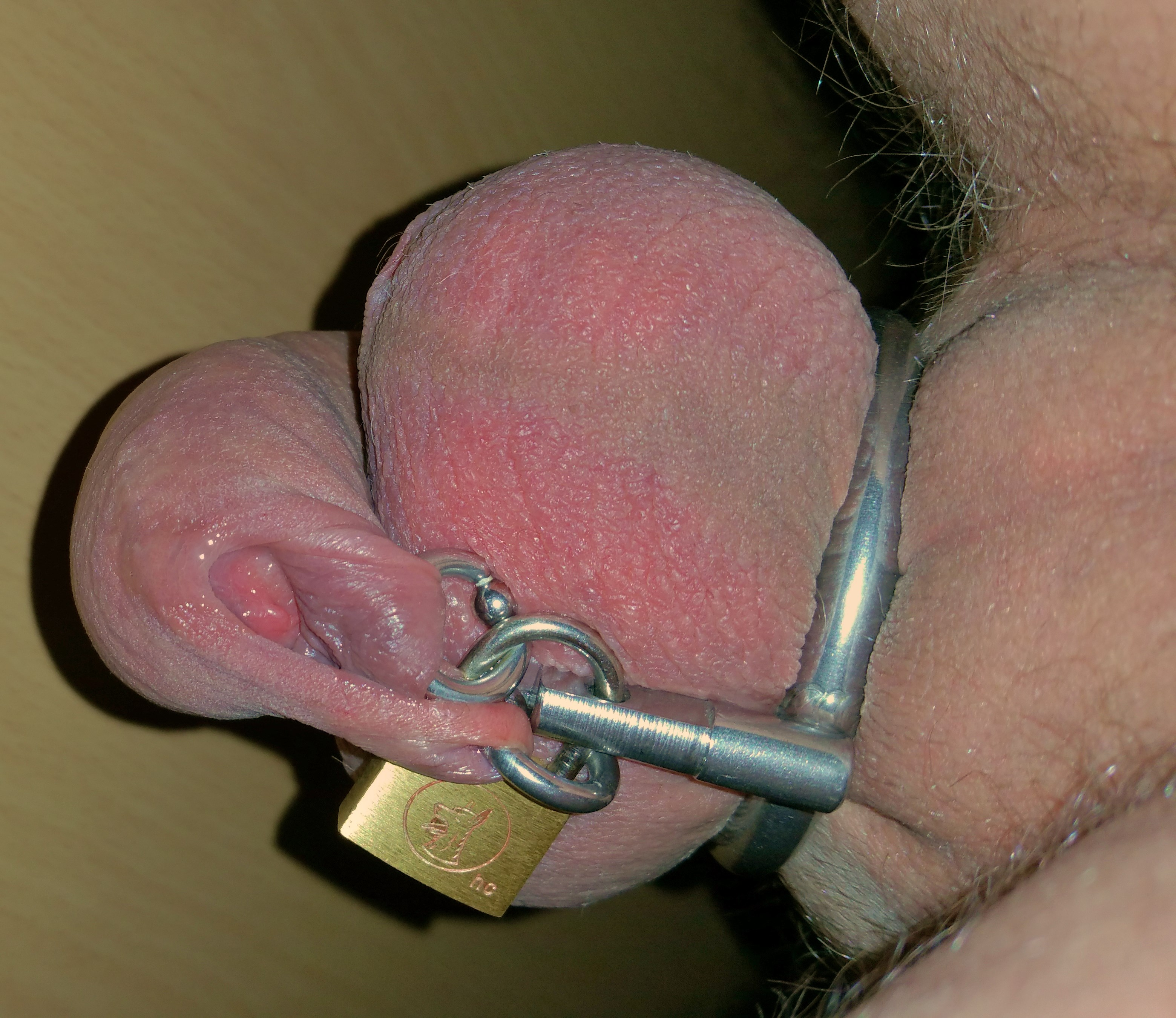
陰莖包皮貞操環

完全拒絕的作法通常包含完全禁止性器官的刺激，通常會運用物理的屏障和裝置，例如，貞操帶或者相似的封鎖裝置。依據情境，在物理屏障防止性器官刺激的情況下仍然會有性渴望的可能。

### 男性假阴茎
男性被禁止使用自己的阴茎，而必须使用假阴茎，对女性进行性交。假阴茎会防止男性性高潮，然后男性也可能还另外穿着贞操带。这与假阴茎肛交不同，因为男性被禁止使用自己的阴茎，而必须使用假阴茎。如果在整个性爱过程中男性都不能使用自己的阴茎，这就是对男性的完全拒绝。
如果男性只在前戏中使用假阳具，这是一种挑逗，这样可以延长性爱，即使男性早泄也能让女性得到愉悦。